# Горбані (Харків)
Горбані́ — місцевість Харкова, колишнє село Харківського району, підпорядковувалося Пономаренківській сільській раді. Населення становить 191 осіб.

## Географічне розташування
Історична місцевість Горбані розташована на південь від парку «Зустріч». До району примикають проспект Байрона та вулиця Ньютона. У межах міста з 2012 року.

## Історія
6 вересня 2012 року Верховна Рада України прийняла постанову «Про зміну і встановлення меж міста Харків, Дергачівського і Харківського районів Харківської області», згідно з якою територія села була включена в межі міста Харкова.
5 березня 2013 року рішенням Харківської обласної ради виключене з облікових даних.